# American Hockey League 1990-1991
La stagione 1990-1991 è stata la 55ª edizione della American Hockey League, la più importante lega minore nordamericana di hockey su ghiaccio. In questa stagione venne introdotto un turno preliminare di playoff giocato fra andata e ritorno con la quarta e la quinta di ciascuna division; passarono il turno le squadre con più gol segnati. La stagione vide al via quindici formazioni e al termine dei playoff gli Springfield Indians conquistarono la loro settima Calder Cup sconfiggendo i Rochester Americans 4-2.

## Modifiche
- I Binghamton Whalers cambiarono affiliazione e diventarono i Binghamton Rangers.
- I Sherbrooke Canadiens si trasferirono a Fredericton, nel Nuovo Brunswick, prendendo il nome di Fredericton Canadiens.
- Nella South Division nacquero i Capital District Islanders, formazione di Troy, New York.

## Stagione regolare

### Classifiche
North Division
|  | Pos. | Squadra               | Pt | G  | V  | S  | N  | GF  | GS  | DR  |
|  | ---- | --------------------- | -- | -- | -- | -- | -- | --- | --- | --- |
|  | 1.   | Springfield Indians   | 96 | 80 | 43 | 27 | 10 | 348 | 281 | +67 |
|  | 2.   | Cape Breton Oilers    | 90 | 80 | 41 | 31 | 8  | 306 | 301 | +5  |
|  | 3.   | Moncton Hawks         | 84 | 80 | 36 | 32 | 12 | 270 | 267 | +3  |
|  | 4.   | Fredericton Canadiens | 81 | 80 | 36 | 35 | 9  | 295 | 292 | +3  |
|  | 5.   | Maine Mariners        | 80 | 80 | 34 | 34 | 12 | 269 | 284 | -15 |
|  | 6.   | Halifax Citadels      | 78 | 80 | 33 | 35 | 12 | 338 | 340 | -2  |
|  | 7.   | New Haven Nighthawks  | 59 | 80 | 24 | 45 | 11 | 246 | 324 | -78 |

South Division
|  | Pos. | Squadra             | Pt | G  | V  | S  | N  | GF  | GS  | DR  |
|  | ---- | ------------------- | -- | -- | -- | -- | -- | --- | --- | --- |
|  | 1.   | Rochester Americans | 99 | 80 | 45 | 26 | 9  | 326 | 253 | +73 |
|  | 2.   | Binghamton Rangers  | 94 | 80 | 44 | 30 | 6  | 318 | 274 | +44 |
|  | 3.   | Baltimore Skipjacks | 85 | 80 | 39 | 34 | 7  | 325 | 289 | +36 |
|  | 4.   | Hershey Bears       | 78 | 80 | 33 | 35 | 12 | 313 | 324 | -11 |
|  | 5.   | Adirondack R. Wings | 76 | 80 | 33 | 37 | 10 | 320 | 346 | -26 |
|  | 6.   | Utica Devils        | 74 | 80 | 36 | 42 | 2  | 325 | 346 | -21 |
|  | 7.   | C. D. Islanders     | 65 | 80 | 28 | 43 | 9  | 284 | 323 | -39 |
|  | 8.   | Newmarket Saints    | 61 | 80 | 26 | 45 | 9  | 278 | 317 | -39 |

Legenda:

      Ammesse ai Playoff
Note:

Due punti a vittoria, un punto a pareggio, zero a sconfitta.

### Statistiche
Classifica marcatori
| Giocatore        | Squadra               | PG | Gol | Assist | Punti |
| ---------------- | --------------------- | -- | --- | ------ | ----- |
| Kevin Todd       | Utica Devils          | 74 | 37  | 81     | 118   |
| Patrick Lebeau   | Fredericton Canadiens | 69 | 50  | 51     | 101   |
| Shaun Van Allen  | Cape Breton Oilers    | 76 | 25  | 75     | 100   |
| Bill McDougall   | Adirondack R. Wings   | 71 | 47  | 52     | 99    |
| Jesse Bélanger   | Fredericton Canadiens | 75 | 40  | 58     | 98    |
| Neil Brady       | Utica Devils          | 77 | 33  | 63     | 96    |
| Michel Picard    | Springfield Indians   | 77 | 56  | 40     | 96    |
| James Black      | Springfield Indians   | 79 | 35  | 61     | 96    |
| Miroslav Ihnačák | Halifax Citadels      | 77 | 38  | 57     | 95    |
| Dan Currie       | Cape Breton Oilers    | 71 | 47  | 45     | 92    |
|                  |                       |    |     |        |       |

Classifica portieri
| Giocatore       | Squadra               | PG | MGS  |  |
| --------------- | --------------------- | -- | ---- |  |
| André Racicot   | Fredericton Canadiens | 22 | 2.88 |  |
| Darcy Wakaluk   | Rochester Americans   | 26 | 2.99 |  |
| David Littman   | Rochester Americans   | 56 | 3.04 |  |
| Kay Whitmore    | Springfield Indians   | 33 | 3.07 |  |
| Mike O’Neill    | Moncton Hawks         | 30 | 3.12 |  |
| Olaf Kölzig     | Baltimore Skipjacks   | 26 | 3.16 |  |
| Mark Laforest   | Binghamton Rangers    | 45 | 3.16 |  |
| Tom Draper      | Moncton Hawks         | 30 | 3.20 |  |
| Jim Hrivnak     | Baltimore Skipjacks   | 42 | 3.24 |  |
| Matt DelGuidice | Maine Mariners        | 52 | 3.32 |  |
|                 |                       |    |      |  |

## Playoff
|  | Turno preliminare | Turno preliminare     | Turno preliminare |  |    | Primo turno         | Primo turno           | Primo turno |                     |                     | Semifinali         | Semifinali | Semifinali |  |  | Calder Cup | Calder Cup          | Calder Cup |
|  |                   |                       |                   |  |    |                     |                       |             |                     |                     |                    |            |            |  |  |            |                     |            |
|  |                   |                       |                   |  |    | N1                  | Springfield Indians   | 4           |                     |                     |                    |            |            |  |  |            |                     |            |
|  | N4                | Fredericton Canadiens | 11                |  |    | N4                  | Fredericton Canadiens | 3           |                     |                     |                    |            |            |  |  |            |                     |            |
|  | N4                | Fredericton Canadiens | 11                |  | N1 | N4                  | Fredericton Canadiens | 3           | Springfield Indians | 4                   |                    |            |            |  |  |            |                     |            |
|  | N5                | Maine Mariners        | 7                 |  | N1 |                     |                       |             |                     | 4                   |                    |            |            |  |  |            |                     |            |
|  | N5                | Maine Mariners        | 7                 |  | N3 | Moncton Hawks       | 1                     |             |                     |                     |                    |            |            |  |  |            |                     |            |
|  |                   |                       |                   |  |    | Moncton Hawks       | 1                     | N2          | Cape Breton Oilers  | 0                   |                    |            |            |  |  |            |                     |            |
|  |                   |                       |                   |  |    |                     |                       | N2          | Cape Breton Oilers  | 0                   |                    |            |            |  |  |            |                     |            |
|  |                   |                       |                   |  |    | N3                  | Moncton Hawks         | 4           |                     |                     |                    |            |            |  |  |            |                     |            |
|  |                   |                       |                   |  |    |                     |                       |             |                     |                     |                    |            |            |  |  | N1         | Springfield Indians | 4          |
|  |                   |                       |                   |  |    |                     |                       | S1          | Rochester Americans | 2                   |                    |            |            |  |  |            |                     |            |
|  |                   |                       |                   |  |    | S2                  | Binghamton Rangers    | 4           |                     |                     |                    |            |            |  |  |            |                     |            |
|  |                   |                       |                   |  |    | S3                  | Baltimore Skipjacks   | 2           |                     |                     |                    |            |            |  |  |            |                     |            |
|  |                   |                       |                   |  |    | S3                  | Baltimore Skipjacks   | 2           |                     | S2                  | Binghamton Rangers | 0          |            |  |  |            |                     |            |
|  | S4                | Hershey Bears         | 13                |  |    |                     |                       |             |                     | S2                  | Binghamton Rangers | 0          |            |  |  |            |                     |            |
|  | S4                | Hershey Bears         | 13                |  | S1 | Rochester Americans | 2                     |             |                     |                     |                    |            |            |  |  |            |                     |            |
|  | S5                | Adirondack Red Wings  | 4                 |  | S1 | Rochester Americans | 2                     |             | S1                  | Rochester Americans | 4                  |            |            |  |  |            |                     |            |
|  | S5                | Adirondack Red Wings  | 4                 |  |    |                     |                       |             | S1                  | Rochester Americans | 4                  |            |            |  |  |            |                     |            |
|  |                   |                       |                   |  |    | S4                  | Hershey Bears         | 1           |                     |                     |                    |            |            |  |  |            |                     |            |

- Turno preliminare disputato in due partite, determinante il numero di gol segnati.

## Premi AHL
- Calder Cup: Springfield Indians
- F. G. "Teddy" Oke Trophy: Springfield Indians
- John D. Chick Trophy: Rochester Americans
- Richard F. Canning Trophy: Springfield Indians
- Robert W. Clarke Trophy: Rochester Americans
- Aldege "Baz" Bastien Memorial Award: Mark Laforest (Binghamton Rangers)
- Dudley "Red" Garrett Memorial Award: Patrick Lebeau (Fredericton Canadiens)
- Eddie Shore Award: Norm Maciver (Cape Breton Oilers)
- Fred T. Hunt Memorial Award: Glenn Merkosky (Adirondack Red Wings)
- Harry "Hap" Holmes Memorial Award: David Littman e Darcy Wakaluk (Rochester Americans)
- Jack A. Butterfield Trophy: Kay Whitmore (Springfield Indians)
- John B. Sollenberger Trophy: Kevin Todd (Utica Devils)
- Les Cunningham Award: Kevin Todd (Utica Devils)
- Louis A. R. Pieri Memorial Award: Don Lever (Rochester Americans)

### Vincitori
| Springfield Indians | Portieri: Ross McKay, Kay Whitmore Difensori: Jerguš Bača, Marc Bergevin, Brian Chapman, Scott Humeniuk, Todd Richards, John Stevens, Emanuel Viveiros Attaccanti: Mikael Andersson, Blair Atcheynum, James Black, Yvon Corriveau, Joe Day, Chris Govedaris, Mark Greig, Dale Henry, Chris Lindberg, Michel Picard, Geoff Sanderson, Chris Tancill, Terry Yake Allenatore: Jim Roberts |

### AHL All-Star Team
First All-Star Team
- Attaccanti: Michel Picard • Kevin Todd • Jody Gage
- Difensori: Norm Maciver • Bill Houlder
- Portiere: David Littman

Second All-Star Team
- Attaccanti: Patrick Lebeau • Shaun Van Allen • Jeff Madill
- Difensori: Mark Ferner • Jeff Bloemberg
- Portiere: Mark Laforest